# カタクリ家の幸福
『カタクリ家の幸福』（カタクリけのこうふく）は、2002年の日本映画。1998年の韓国映画『クワイエット・ファミリー』をリメイクした映画だが、ミュージカル風になっており、多くの歌唱シーンがみられる。出演者が歌うサウンドトラックが映画公開前の2月14日に発売されている。2002年2月16日にシネリーブル梅田で先行公開、翌週の2月23日より全国公開。

## ストーリー
長年、勤めていた会社にリストラにあった片栗正男は一家で山中に引っ越し、ペンション経営を始める。
しかし、初めて訪れた男性が翌朝に部屋で自殺していたのを発見。「警察に通報するとペンションの評判が下がってしまう」と土の中に埋めることを決意。
だが、ペンションに泊まる客が次々と不可解に死んでゆく。
やがて、そのことを不審に思った警察が捜査に乗り出す。

## キャスト
- 片栗正男 - 沢田研二
- 片栗照江 - 松坂慶子
- 片栗静江 - 西田尚美
- 片栗真之 - 武田真治
- 片栗百合恵（心の声） - 濱田マリ
- イタコ - 絵沢萠子
- リチャード佐川 - 忌野清志郎
- 工藤 - 遠藤憲一
- TVリポーター - 竹中直人
- 片栗仁平 - 丹波哲郎
- 三宅 - 森下能幸
- 貧父 - 有薗芳記
- 中村一郎 - 塩田時敏
- 片栗百合恵 - 宮崎瑶希
- 藤田むつみ
- 國本鐘建

## スタッフ
- 監督 - 三池崇史
- 製作総指揮 - 関根康、谷奥孝司、秋元一孝、村越隆、久保田貴幸
- 製作 - 宮島秀司、門川博美、石川富康、椎橋晃、小山範親、小玉圭太、馬飼野康二
- プロデューサー - 佐生哲雄、吉田浩二
- 脚本 - 山岸きくみ
- 撮影 - 野村明生
- 制作 - 高坂光幸
- 美術 - 原田哲男
- 照明 - 井上武
- 音楽 - 馬飼野康二、遠藤浩二
- 録音 - 小原善哉
- 助監督 - 丹野雅仁
- 製作委員会 - 松竹、毎日放送、衛星劇場、電通、幻冬舎
- 製作協力 - 松竹京都映画